# Готра Михайло Іванович
Михайло Іванович Готра (нар. 20 квітня 2000) — український футболіст, воротар «Ужгорода».

## Клубна кар'єра
Вихованець СДЮШОР «Ужгород», у складі якого з 2012 року виступав у ДЮФЛУ. Навесні 2016 року перейшов до «УФК-Карпат» (Львів). Напередодні старту сезону 2017/18 років переведений до юнацької команди «зелено-білих». На початку липня 2018 року потрапив до скандалу, підтримавши на чемпіонаті світу 2018 року збірну Росії. 7 липня 2018 рік офіційний сайт «Карпат» оголосив про відрахування футболіста. Сам же гравець пояснив свій вчинок наступним чином:
|  | ...Я був далеким від політики... Я був, є і буду щирим українцем. Я був і залишаюсь відданим українському футболу та його традиціям... Зараз я дійсно осмислив свій вчинок і зрозумів, що для вболівальників він є неприйнятним... Саме перед уболівальниками я хочу вибачитись за свій емоційний вчинок. |

З квітня по червень 2019 року захищав кольори ФК «Середнє» в чемпіонаті Закарпатської області. Наприкінці липня 2019 року став гравцем «Ужгорода». У футболці «городян» дебютував 27 липня того ж року в переможному (3:1) виїзному поєдинку 1-го туру групи «А» Другої ліги проти чернівецької «Буковини». Михайло вийшов на поле в стартовому складі та відіграв увесь матч. За підсумками сезону 2020/21 років допоміг команді стати бронзовим призером граупи А Другої ліги України. У Першій лізі України дебютував 24 липня 2021 року в програному (0:6) домашньому поєдинку 1-го туру проти франківського «Прикарпаття». Готра вийшов на поле в стартовому складі та відіграв увесь матч.

## Кар'єра в збірній
На початку березня 2016 року взяв участь у тренувальному зборі юнацької збірної України (U-16).